# Joachim Reiber
Joachim Reiber (* 18. März 1958 in Stuttgart) ist ein deutscher Historiker, Germanist, Musikjournalist und Musikschriftsteller.

## Leben
Reiber wurde als Sohn von Hannes Reiber geboren. Er studierte an der Eberhard-Karls-Universität Tübingen Germanistik und Geschichte und wechselte anschließend an die Universität Wien, wo er bei Herbert Zeman promoviert wurde. 1989 nahm er eine Tätigkeit als wissenschaftlicher Mitarbeiter im Wiener Musikverein auf, vier Jahre später wurde er Redakteur dieser Institution. Von 1993 bis 2023 leitete er als Chefredakteur das vom Musikverein herausgegebene Magazin Musikfreunde, das zahlreiche internationale und nationale Auszeichnungen erhielt, darunter den Österreichischen Zeitschriften-Preis 2016. 
Reiber ist darüber hinaus als Vortragender sowie Autor von Büchern über musikalische Themen bekannt geworden.

## Auszeichnungen
- 2012 Österreichischer Zeitschriftenpreis
- 2020 Österreichisches Ehrenkreuz für Wissenschaft und Kunst

## Bücher
- Ein Haus für die Musik. Der Musikverein in Wien. Styria, Wien 2019.
- Gottfried von Einem. Komponist der Stunde Null. Kremayr & Scheriau, Wien 2017.
- Duett zu Dritt. Komponisten im Beziehungsdreieck. Kremayr & Scheriau, Wien 2014.
- Menschen Stimmen Götterfunken. Wiener Singverein. Residenz, St. Pölten/Salzburg 2007.
- Bewahrung und Bewährung. Das Libretto zu Carl Maria von Webers Freischütz im literarischen Leben seiner Zeit. Ludwig, München 1990.